# Isole Ssese
Le Isole Ssese sono un arcipelago di 84 isole sul lago Vittoria nel settore ugandese, nel Distretto di Kalangala. Le principali isole sono Bugala e Bukasa e sono le uniche due abitate.

## Formazione geografica
Le isole sono disposte in due gruppi principali, separati dal Canale Kkome.
Le isole maggiori sono:
- Isola Bugala (la più grande dell'arcipelago)
- Isola Bukasa
- Isola Khome

## Popolazione
L'arcipelago non toccato dalla guerra civile, è tutt'oggi abitato dai Basese, un gruppo tribale autonomo con lingua, cultura e folklore propri. Nei tempi antichi le isole sono state uno dei più importanti centri spirituali della regione.
La popolazione è in maggioranza cristiana, divisa in numerose sette, mentre una minoranza pratica l'islamismo.
L'AIDS è un grave problema di salute nelle isole Ssese. Tra i numerosi villaggi di pescatori delle isole, il tasso d'infezione da HIV/AIDS è superiore al 90%.

## Fauna
Le isole sono anche sede di una varietà di animali fra cui scimmie, ippopotami, coccodrilli e molte specie di uccelli, ma non vi sono grandi predatori.

## Trasporti
I principali porti dell'arcipelago (Luku, Kakangala, Banda e Bukasa) sono collegati tra loro da traghetti. I porti sulla terraferma che comunicano con le isole sono quelli di Bukakata e Port Bell. Fra i porti che collegano alla terraferma, vi sono anche piccoli battelli-taxi.

## Turismo
Le Isole Ssese stanno diventando una destinazione apprezzata dai turisti e viaggiatori in quanto presentano spiagge incontaminate e acque trasparenti in cui fare il bagno.
Le isole sono inoltre conosciute per le loro foreste vergini nelle quali è possibile fare birdwatching.
È possibile svolgere attività di pesca sportiva sul Lago Vittoria. Nel lago si pesca soprattutto; la tilapia il pesce tigre e il persico del Nilo.